# Palomo (1814)
El bergantín Palomo o Primero fue un buque mercante armado en corsario al servicio de las Provincias Unidas del Río de la Plata durante la lucha por la independencia.

## Historia
El bergantín mercante de matrícula inglesa Justiniano (Justiniane), de 175 t de porte, propiedad de Tomás Patrickson y renombrado Palomo fue armado por el vecino de Buenos Aires Miguel de Escutti y con fianza de Guillermo Pío White se tramitó y obtuvo el 1 de septiembre de 1814 patente de corso y mercancías, modalidad prevista en las Reales Ordenanzas Españolas de Corso de 1801, para efectuar un viaje a Calcuta previendo de tener la oportunidad combatir al enemigo y su propiedad en el mar.
Artillado con 14 cañones y con una tripulación de 78 hombres (numerosa para una nave que habitualmente podía conducirse con una veintena de marineros), zarpó de Buenos Aires el 10 de septiembre de 1814 al mando del piloto y maestre español Antonio Toll y Bernadet con pabellón británico para engañar a los buques en Balizas.
Siguiendo el itinerario reflejado en su diario de a bordo, el 24 de octubre arribó a Tristán de Acuña donde se reabasteció y dio auxilio a un grupo de náufragos. A mediados del mes de octubre superó el Cabo de Buena Esperanza y el 14 de noviembre avistó la isla Engaño, arribando luego a Sumatra. En Navidad avistaba ya las Islas Cocos y el 31 de diciembre de 1814 se encontraba frente a la isla de Tomlonga.
El 7 de enero de 1815 varó sobre una roca hasta que con dificultades consiguió zafar para volver a varar refrescando víveres en la isla de Segor.
En febrero arribó finalmente a Calcuta y tras descargar cueros y pieles de focas, guanacos y chinchillas, y cargar sedas, marfil, especias y azúcar, zarpó el 11 de abril rumbo a Buenos Aires. Tras un largo viaje bordeando islas y costas por desconfiar del piloto y las cartas de navegación, el 26 de julio de 1815 avistó el Cabo de Buena Esperanza y pasó al océano Atlántico. El 23 de agosto pasó la Isla de Trinidad y el 16 de septiembre avistó Punta Indio, entrando finalmente a puerto en la Ensenada de Barragán.
El 10 de octubre su armador y propietario cancelaron la patente y le fue devuelta la fianza a White. El 11 de octubre el Palomo fondeó en Buenos Aires. Si bien el viaje fue a menudo comparado por sus alcances globales con el Crucero corsario de La Argentina, si bien el resultado económico del viaje fue excelente para su propietario, no fue así desde el punto de vista corsario, ya que no efectuó presa alguna y en lo que respecta a los objetivos del estado para fomentar el corso, no dañó ni obstaculizó el tráfico comercial español ni distrajo fuerzas militares enemigas.